# Tillandsia insularis
Tillandsia insularis är en gräsväxtart som beskrevs av Carl Christian Mez. Tillandsia insularis ingår i släktet Tillandsia och familjen Bromeliaceae. Inga underarter finns listade i Catalogue of Life.